# Scaled Composites White Knight
Dimensions
Le Scaled Composites Model 318 White Knight est un avion de transport à réaction utilisé pour lancer le véhicule spatial expérimental SpaceShipOne. Il a été développé par Scaled Composites comme faisant partie du programme Tier One. L'avion fut par la suite utilisé comme banc d'essai expérimental et aussi pour effectuer des largages de l'avion spatial Boeing X-37 entre juin 2005 et avril 2006.

### Aéronefs comparables
- White Knight Two

### Ordre de désignation
model 309 - model 311 - model 316 - model 318